# 糙毛龙胆
糙毛龙胆（学名：Gentiana pedicellata）为龙胆科龙胆属的植物。分布于斯里兰卡、锡金、克什米尔、不丹、印度、尼泊尔、缅甸以及中国大陆的西藏等地，生长于海拔2,100米至3,400米的地区，多生在撩荒地、山坡草地、山坡林间草地、山坡路旁或沼泽地，目前尚未由人工引种栽培。